# Romano Romanelli
(Giovanni Papini, Romano Romanelli, in Gli Operai della Vigna Firenze, Vallecchi Editore 1929, pp 357-370:357)
Romano Romanelli (Firenze, 14 maggio 1882 – Firenze, 25 settembre 1968) è stato uno scultore italiano.

## Biografia
Fiorentino, discendente, in linea materna, da Francesco Ferrucci, e da un armatore di velieri, in linea paterna da una famiglia di scultori, ha la triplice nobiltà d'uomo d'arme, del navigatore e dell'artista.
Figlio e nipote di scultori: il nonno Pasquale era stato collaboratore di Lorenzo Bartolini, il padre, l'illustre Raffaello, a lungo attivo all'estero, era l'autore di opere come il Monumento a Garibaldi (1895) per Siena. Ha studiato anche a Parigi con Auguste Rodin.
Fu valoroso combattente e patriota, come era stato suo nonno Pasquale, e fu ufficiale pluridecorato della Marina Italiana prendendo parte a varie campagne di guerra e alla stessa prima guerra mondiale, venendo decorato al valore militare. Mantenne la fede monarchica anche dopo la caduta del Fascismo e il referendum del 1946, come si evince da un documento del 1956 presente nell'Archivio di Aldo Castellani (conservato presso l'Instituto de Medicina Tropical di Lisbona). Supremamente scultore, ma anche vignaiolo con la creazione negli anni 20 della Tenuta di Riseccoli in Greve in Chianti, e agricoltore in Somalia lungo il Giuba, dove nel 1965 sua moglie Dorothea Hayter (1891–1965), discendente di Guglielmo I d'Inghilterra, fu tristemente assassinata da ignoti indigeni, mentre si recava all'ospedale locale che sostenevano e al quale lei si dedicava. Gli aveva dato tre figli: Raffaello (1931), Costanza (1928) e Ilaria (1931).
Studia matematica all'Università di Pisa, lavorando nello studio paterno e in quello di Domenico Trentacoste presso l'Accademia delle Belle Arti di Firenze. La sua cultura artistica si forma sulle opere del primo Rinascimento fiorentino e attraverso la conoscenza dell'arte francese di Émile-Antoine Bourdelle, Maurice Denis e di Auguste Rodin. La sua scultura celebra il mito della forza e della potenza atletica.
Espone a Firenze nel 1906 e alla Prima Quadriennale Romana nel 1931. Sue opere sono conservate nelle Galleria d'Arte Moderna (Firenze) (Checcina, 1914), Torino (Ascoltando la IX Sinfonia, 1915; Duca d'Aosta, 1933), Novara (Gesù Bambino, 1927) e Milano (Ritratto di Ardengo Soffici, 1929; Testa di Cavallo,1929).
Grande protagonista della sua epoca, fu nominato Accademico d’Italia il 23 ottobre 1930. Sostenitore del classicismo, fu noto ritrattista (Ritratto di Giovanni Papini, Firenze, Galleria d'Arte Moderna di Palazzo Pitti ed eseguì vari monumenti, tra cui a Roma in Piazza Albania, quello a Giorgio Castriota Scanderbeg. Nel 1939 esegue La Giustizia di Traiano un altorilievo per il  Palazzo di Giustizia di Milano dove raffigura anche, in secondo piano, numerose delle sue opere.
E rinomato anche come medaglista.
Nel 1930 pubblica Alcune riflessioni sulla scultura e Il Romanticismo Vellico.
È sepolto a Firenze nel cimitero di Soffiano.
Nel 2012, sua figlia Costanza ha donato alla Galleria d'Arte Moderna di Palazzo Pitti un importante nucleo di circa duemila disegni dello scultore. Cristina Acidini, allora Soprintendente per il Patrimonio Storico, Artistico e Etnoantropologico e per il Polo Museale della Città di Firenze l'ha definita: "La rilevanza della donazione è eccezionale, data la posizione che Romanelli e i suoi discendenti occupano nella storia artistica di Firenze e non soltanto. Di padre in figlio i Romanelli hanno portato ad un altissimo livello l'arte della scultura, attraverso innovazioni e perfezionamento dell'abilità tecnica. La loro e la sua storia diventano quindi ad un tempo documento e supporto per la cultura fiorentina tra il XIX ed il XX secolo, intrecciandosi come è naturale, alle vicende ed ai ricordi familiari" (Lettera di ringraziamento del 30 novembre 2012, Prot. 12287-342510).